# 特殊詐欺
特殊詐欺（とくしゅさぎ、英語: Phone fraud、ドイツ語: Enkeltrick
）とは、詐欺の一種で、被害者に電話をかけるなどして対面することなく信頼させ、指定した預貯金口座への振込その他の方法により、不特定多数の者から金銭等を騙し取る犯罪である。オレオレ詐欺が代表的だが、その他にも、預貯金詐欺、キャッシュカード詐欺盗、架空料金請求詐欺、還付金詐欺、サポート詐欺などの手口がある。

## 日本

### 名称
振り込め詐欺（ふりこめさぎ）とは、電話やはがきなどの文書などで相手を騙し、金銭の振り込みを要求する犯罪行為。2004年に警察庁が命名した。
2004年11月まではオレオレ詐欺と呼ばれていたが（由来は後述）、手口の多様化で名称と実態が合わなくなったため、特殊詐欺のうち4つの型（なりすまし詐欺、架空請求詐欺、融資保証金詐欺、還付金等詐欺）を総称して、2004年12月9日に警察庁により統一名称として「振り込め詐欺」と呼ぶことが決定された。当初から長年、“振り込み詐欺”と言われたが、「”振り込み”では納得して自ら振り込む」意味合いとなるため、あくまで「”振り込め”と人から言われている、騙されていないか」など、どの時点でも注意や再考を喚起するように統一を図った経緯がある。
2013年3月、振り込ませるケースが減少し、再び実態に合わなくなったため、警視庁は新たな名称案を募集した。
5月12日に新名称が発表され、「母さん助けて詐欺」が最優秀、「ニセ電話詐欺」「親心利用詐欺」が優秀作品として選出され、この3作品は主に広報において振り込め詐欺と併用される。しかし、最優秀の「母さん助けて詐欺」は被害者が父親であるケースもあるなど実態にそぐわず、また本来の詐欺行為の定義を狭めてしまうことが発表当初より指摘され、選出の理由が疑問視されていた。実際に静岡県警では実態とそぐわないなどの理由から、新名称「母さん助けて詐欺」を使用せず、わかりやすくインパクトのある名前として、福岡県警と茨城県警は「ニセ電話詐欺」を、山口県警と鹿児島県警では「うそ電話詐欺」を、千葉県警では「電話de詐欺」を、長野県警と熊本県警では「電話で『お金』詐欺」を、それぞれ採用している。
同時期に、警察当局は「特殊詐欺」の名称を使うようになった。コトバンクの『知恵蔵Mini』における特殊詐欺の説明には「警察庁によると、2014年の特殊詐欺の認知件数は1万3392件…」の記載がある。
なお、この新名称募集は警視庁がTwitter公式アカウントを取得したことのプロモーションも兼ねていた。当時Twitterアカウントの管理をしておりこの公募の担当でもあった元警部・中村健児はTwitterの他にも実際に高齢者にアンケートを取ったり警視庁の記者クラブに所属するマスコミにも名称を募ったりしていた。しかし、これを最終的に決定するのは犯罪抑止対策本部の職員であり、中村はある日出勤した際にどの層にも全く人気のなかった「母さん助けて詐欺」に決定されたことを突然聞かされたという。このことについて、「警察官は（昔から）ネーミングセンスがない」「高齢者もマスコミも『これはいい』と言っていないのに定着するはずがない」と皮肉を込めて振り返っている。

### 発祥
電報や電話を利用した詐欺事件自体は「オレオレ詐欺」「振り込め詐欺」という言葉が登場する前から既に存在した。
1999年8月頃から2002年12月頃までの間に電話で「俺、俺」と身内を装って11人に銀行口座に振り込ませた事件があり、2003年2月に犯人を検挙した鳥取県警米子警察署がこの手口を「オレオレ詐欺」と称したのが初出とされている。また、「オレオレ詐欺」で架空口座を用いる手の込んだ手口は2003年2月中旬に東京都杉並区の闇金融業者で誕生したのが最初とされている（この詐欺グループは2004年1 - 3月に検挙された）。

### 展開
当初は詐欺を行う犯人が「俺、俺」と名乗り、もっぱら「1人」（単独）だけで子や孫を演じていたが、後に「債務者」であると装って困窮を訴えるのに加えて「債権者」役の犯人も電話口に出て「至急返済がなされなければ酷い目に遭わせる」など、「2人以上」の組織が共謀し、複数人の犯人が電話に出る形で脅す手口も使われるようになった。一方で、演じる対象を通勤・通学に出た家族をはじめとする親類に拡げて「交通事故」「痴漢」「横領」「傷害事件」「暴行事件」「借金返済」の加害者や債務者に仕立てる手口も使われる。最初に電話を架けた際には金銭問題を直接的に話題にしなかったり、考える時間的余裕を与えないように数分ごとに電話をかけたりするなどで台本を巧みに作成した上で犯行が行われたり、危害を受けた被害者やその関係者、駅員、警察官、弁護士などの役割分担を行って多人数の犯人で演技を行い、さらには背景にサイレンなどの効果音を流すなどの演出も行われることから、劇団型犯罪（または劇場型犯罪）とも呼ばれる。
「振り込め詐欺」という言葉が定着するにつれて、振込み型の詐欺は減少したものの、指定場所へ送付させる・宅配便や郵便で私設私書箱へ送付させる・バイク便業者や代理人が被害者の自宅近くに受け取りに現れて手渡しをさせるなど多様化している。
最近は後述の騙されたフリ作戦を逆手に取った詐欺が急増している。手口は犯人1が電話をかけ、「俺、俺」などという普通の振り込めサギの手口を行うまで同じである。そして次、警察と名乗る犯人2が「先程あなたのお宅に振り込め詐欺の電話がかかってこなかったか? 犯人が自宅の玄関まで向かうと思うので、現金を渡すように。警察が見張りをしているので、お金を盗んだ後にすぐ逮捕する」と嘘の電話をかける。次に玄関の前に犯人1が現れ、そのまま犯人1と犯人2は金を盗み逃走するもので、後述の騙されたフリ作戦を利用した詐欺である（劇場型犯罪も参照）。

### 手口
2020年より警察当局では、以下の10の手口に分類している

#### オレオレ詐欺
息子や孫などの親族またはその上司、あるいは警察官や弁護士などを電話で名乗り、親族が起こした仕事などのトラブルや事故を口実に現金をだまし取る（または脅し取る）手口の類型。
元々の「オレオレ詐欺」であった手口。
主に息子や娘を装い
- 「俺だよ、オレオレ」「わたし、わたし」「お父さん……」 「お母さん……」「久しぶりだけど、覚えてるかな?」
- 「〇〇警察の者ですが」
- 「携帯電話をなくした（故障した）から、会社や知人の携帯を使っている。この番号を登録しておいて」

などと装った電話をかけ、
- 「（交通事故、傷害事件、暴行事件、医療事故、痴漢行為、盗撮行為）を起こして逮捕された。示談金や治療費、保釈金が要る」
- 「知人の借金の連帯保証人になった、その知人とは連絡が取れなくなり、金融会社から借金の返済を求められている」
- 「（会社のお金と小切手、預金通帳、キャッシュカード、印鑑、実印、印鑑証明書、重要書類、携帯電話など）の入ったカバンを（電車・バス、タクシー、喫茶店、ファミリーレストラン、ホテルのロビー、役所の待合室、病院の待合室、コンビニ、ショッピングモール、デパートのトイレなど）に置き忘れて（なくして）しまった。代理人が直接お金を取りに来るので、お金を用意して欲しい」
- 「会社のお金を先物取引に使ってしまい、横領が発覚した」
- 「財布と預金通帳の入ったカバンを（電車、バス、タクシー、ショッピングモール、デパート、ホテルのロビー、病院の待合室、役所の待合室、コンビニのトイレ）に置き忘れて（なくして）しまった。お金を貸して欲しい」
- 「不倫相手を妊娠させてしまい、中絶費用や慰謝料を要求された」

などの虚偽の急用を訴えて現金を預金口座などに振り込ませたり、宅配便で指定の住所に現金を送付させる、会社の上司や同僚、顧問弁護士、警察官を装う犯人に指定された喫茶店やファミリーレストラン、ホテルのロビー、鉄道駅、被害者宅に訪問・呼び出し、現金や預金通帳、キャッシュカード、クレジットカードを手渡すなどの方法によりだまし取る手口。縁者を装うだけでなく、警察官、駅員、弁護士、交通事故被害者、性犯罪被害者、傷害・暴行事件被害者、暴力団関係者を装う手口もある。
また警察官を名乗る場合は偽の警察手帳を所持していることもあるが、近年では警察手帳がデジタル化してスマホと一体化したと騙るなどまるでSF映画の警察官を名乗るという事例も発生しており、これは偽警察手帳の所持発覚の防止と同時にデジタルに疎い人間を騙す小道具も兼ねる。

（ニセ警察詐欺）
2024年ごろから、海外から国際電話（あるいは警察署や警視庁など都道府県警察本部の代表番号を偽装する方法や、電話会社や総務省などをかたった自動音声による電話の停止を装い、オペレータにつながせる電話）で警察官や検察官を名乗る人物から、LINEなどのビデオ通話へ誘導させ、「あなたに事件の被疑者として逮捕状が出ている」「あなた名義で携帯電話（あるいはクレジットカード）が不正に契約され被害が出ている」「あなた名義の携帯電話から迷惑メールが大量に発信されている」などと言って、保釈金や捜査名目で金銭を振り込ませてだまし取る手口が増加している。
実際にあった手口として、偽の警察手帳や逮捕状を画像や映像で一方的に被害者に見せつけて脅迫をしてくる。また被害者の住居から離れた都道府県の警察署をあえて出頭場所として指定し被害者が出頭が困難であると返すとビデオ通話に誘導する。警察官の制服を着用し背後に警察庁の垂れ幕をかけたりなど警察官を装う偽装をしていたケースもある。警察役が詐欺の中心になっている。

#### 預貯金詐欺
警察官や銀行協会職員などを装い、「あなたの口座が犯罪に悪用されているので交換が必要」などと虚偽の事実を通知し、キャッシュカード等をだまし取る（脅し取る）手口である。

#### 架空料金請求詐欺
有料サイト事業者や法務省（法務局）、裁判所などとかたり、「未払い料金を支払わないと裁判になる」などと虚偽の事実をメールやはがき（封書）などで通知し、あるいは、インターネットサイトを閲覧中に「ウイルスに感染しました」と表示させ、サポート費用を口実に（サポート詐欺）金銭等をだまし取る（脅し取る）手口である。
現金を預金口座に振り込ませるなどの方法によりだまし取る手口がほとんどだったが、後の法改正で銀行口座の不正利用に対する罰則が強化され、コンビニエンスストアで購入可能なネット決済専用のプリペイドカードの番号を電子メールやファックスで送付させる被害が急増している。

#### 還付金詐欺
自治体（市区町村役場）や年金事務所などの職員をかたり、医療費や税金、保険料などの還付金が受け取れるなどと虚偽の事実を言って、携帯電話でATMを操作させて犯人の口座に送金させる（振り込ませる）手口である。

#### 融資保証金詐欺
実際には融資しないにもかかわらず、簡単に融資が受けられると信じ込ませ、申込者に対して保証金などを名目に金銭等をだまし取る（脅し取る）手口である。

#### 金融商品詐欺
架空または価値のない未公開株や有価証券などの金融商品、高価な物品などについて虚偽の情報を教えて購入を持ち掛け、儲かると信じ込ませて、金銭等をだまし取る（脅し取る）手口である。

#### ギャンブル詐欺
「パチンコ、パチスロの必勝法」、「公営ギャンブルの必勝法」、「宝くじ（特に『ロト6』などの数字選択式）の当選番号」などを教えると持ちかけ、その情報によって当選金や配当金が得られるものと信じ込ませ、情報料などの名目で金銭をだまし取る（脅し取る）手口。
あるいは「パチンコ打ち子募集」などと雑誌に掲載したり、不特定多数に同内容のメールを送り付けて、会員登録した人から登録料や情報料の名目で金銭等をだまし取る（脅し取る）手口である。

#### 交際あっせん詐欺
「男女紹介」等の案内を雑誌に掲載したり、不特定多数に同内容のメールを送り付けて、会員登録した人から登録料や保証金の名目で金銭等をだまし取る（脅し取る）手口である。

#### その他の特殊詐欺
上記の8つの類型に当てはまらない特殊詐欺。なお、特殊詐欺の10類型ではキャッシュカード詐欺盗は窃盗に属するため以上の類型とは区別されている。

#### キャッシュカード詐欺盗
警察官や銀行協会、大手百貨店、家電量販店、大手スーパーの従業員を装い、キャッシュカードやクレジットカードが悪用されているなどと言って、キャッシュカードやクレジットカードをすり替えて盗み取る手口である。窃盗であり他の類型とは区別されている。
これらに加え、家電量販店や大手百貨店、大手スーパーの従業員、鉄道会社の駅員を名乗り、あなたのクレジットカードで家電製品や貴金属、商品券、回数券、家庭用ゲーム機、パソコン、スマートフォン、タブレット端末などを購入しようとした人物がいると言って、訪問にきた警察官や銀行協会の職員と名乗る人物にクレジットカードとキャッシュカードを騙し取る手口もある。
手の込んだ手法として詐欺師が住人のキャッシュカードを玄関で確認し封筒に入れるところまで確認させた後「封印が必要なので印鑑を持ってきてください」と要求した隙に、ダミーの封筒と交換しダミーの封筒を「1週間は開けないでください」などと念を押すことで、キャッシュカードをまんまと盗みだし発覚を遅らせるケースもある。住人からはキャッシュカードは手元にあると思いこむために発覚が遅れる。
警察がまだ把握してない詐欺の例
アプリ、SNSなりすまし広告詐欺
アプリ内で課金をさせるために最初からサクラ（なりすまし）を用意しいかにも流行っていてまたは利用者に有益な情報をもたらすように見せかける。最近ではSNS上から動画サイトのアプリからネット広告への誘導をへて広告審査が甘い分永遠に商品が届かないまたは思ったサービスを受けれないなどがあり違法またはグレーゾーンの場合が多い。また有名人になりすました広告も最近増加し2024年以降プラットホームへ提訴を予定するほど問題になった（2024/04月）

マッチングアプリ出会い系詐欺
マッチングアプリなどでマッチングし、甘い言葉を元に信じ込ませ、投資話や家族の不幸などをもとに振り込ませる振り込め詐欺のネット版外国人のふりなど顔が見えないことをいいことに言葉巧みに誘い偽サイトは送金、ネットバンクから振り込ませようとする

### 犯罪組織
詐欺グループ内ではそれぞれ役割分担について、金を要求する電話を掛けて騙す役の人間を「掛け子（架け子）」、振り込ませた金融口座から引き出す役の人間を「出し子」、金融口座を使わずに直接接触して現金を受け取る役の人間を「受け子」などの俗称で呼ばれている。「架け子」がきちんと電話をしているかを管理する「番頭」、「出し子」や「受け子」がだまし取った金銭の持ち逃げを防止するための「見張り役」がいることがある。現金受け取り現場を担う「出し子」や「受け子」の「リクルーター」がいることがある。また、架空名義のレンタル携帯電話や金融機関の架空口座などを提供する「道具屋」、マンションなどの犯行拠点を準備する「代行屋」、だましの電話をかけるための名簿などを準備する「名簿屋」など犯行を手助けする組織と連携したり傘下にあったりする。このように、従来の「単独犯では不可能」であった役割が細分化されている一方で、厳しいノルマやペナルティによってシステム化されているため、詐欺グループは会社組織のようだと形容されることもある。また受け子派遣のための法人格が組織されているケースも存在する。このような細分化およびメンバー間を偽名で呼び合うなどしているため、事件の全体像を知らない末端のメンバーである「出し子」や「受け子」を逮捕しても、（「出し子」「受け子」が本名を知らないため）犯行グループの上層部や主犯格を摘発しにくいという性格を持ってくる。
アルバイト感覚で「出し子」や「受け子」として犯行に加担する者もおり、「出し子」や「受け子」の低年齢化が指摘されている。14歳中学男子や中学3年女子が「受け子」として逮捕された事例もあり、中には中学2年男子が責任無能力者である13歳時の犯行で「受け子」として補導された事例もある。また、高齢者や主婦がこれらに加担して検挙される事例もある。
金融機関で窓口の職員が特殊詐欺を懸念する水際対策が効果をあげてからは、犯罪組織は電話で自宅に現金（タンス預金）をいくら保管しているのかを巧みに聞き出す「アポ電」をしてから、タンス預金を狙って詐欺に及ぶ事例を見られるようになった。さらに2010年代末になると、電話を行ってから犯行に及ぶ手口は上記の詐欺行為と似ているが、電話で地方自治体職員や金融機関職員等を装って自宅の現金（タンス預金）の保管場所や家族構成や生活のパターンなどを会話から探った上で強盗行為に及ぶ「アポ電強盗」という手口も登場するようになった。
現金等を宅配便や郵便で送付させるタイプの詐欺事件の受け子が「中身を知らなかった」と弁明したことについて詐欺罪に問えるかが争われた刑事裁判では、下級審では判断が分かれていたが、2018年12月に最高裁は「異なる場所で異なる名宛人になりすまして荷物を受け取って直ちに回収役に渡す仕事を複数回繰り返して報酬を得ていたこと」や「自宅に配達される荷物を名宛人になりすまして受け取って直ちに回収役に渡す仕事を複数回繰り返し、多額の報酬を受領していたこと」等の事情があれば詐欺罪の成立を認める判断を下している。
2018年3月22日に最高裁は「現金を要求する直接的な発言がなくても、交付につながる内容であれば詐欺未遂罪は成立する」との初判断を示した。
2022年2月14日に最高裁は「警察官を装って詐欺被害に遭っている旨の嘘電話を架けて対象者にキャッシュカードを準備させた上で、金融庁職員になりすまして封筒に入った偽のカードとすり替えようとしたが、対象者宅の約140メートル手前で警察官の尾行に気付いて計画を中止した場合でも窃盗未遂罪は成立する」との初判断を下した。
還付金詐欺事件で詐欺行為には直接関与していないが他人名義のキャッシュカードを使ってATMから現金を引き出していた出し子が電子計算機使用詐欺罪の共犯になるかどうかが争われた刑事裁判では、下級審では判断が分かれていたが、2025年7月11日に最高裁は「被告がATM付近で待機していたことなどから、関与する可能性を認識していたと推認でき、指示役との間に暗黙の意思連絡があった」として電子計算機使用詐欺罪の成立を認める判断を下した。
警察官が繁華街や駅前などで不似合いな背広姿の人物（着用者は中高生）に対して、職務質問と所持品検査を行ったことがきっかけで、特殊詐欺の受け子や出し子の犯人であることが発覚するケースがある。
暴力団との繋がりを指摘したり、詐取した金が暴力団の資金源になっていたりする、とする報道もある。配下の組員から詐欺で詐取した金が上納されて資金源になっていたとして、指定暴力団の事務所への家宅捜索が行われたこともある（例として2014年6月10日に極東会本部への家宅捜索など）。2021年3月11日に最高裁は指定暴力団住吉会系の組員らによる特殊詐欺事件について被害者が暴力団対策法の使用者責任規定に基づいて暴力団トップである住吉会会長らに損害賠償を求めた訴訟において、暴力団対策法で使用者責任の対象となる「暴力団の威力を利用した資金獲得行為」に当たるとする下級審の判断を確定させている。
日本の警察が日本国内において電話を架ける場所の摘発に力を入れたことや、IP電話の契約時の本人確認が厳しくなったことから、犯罪グループは電話を架ける場所を外国に移転する動きが出ている。移転先の国として日本との時差が少なく、携帯電話の購入時に個人情報の登録が不要な東南アジアの国が選ばれることが多い。なお、コロナ禍後の2023年ごろから、「+」で始まる国際電話番号を使った特殊詐欺電話が急増している。
2023年、警察庁は、首謀者が判然とせず、SNSや匿名通信アプリなどを利用した緩やかな結び付きで「離合集散」を繰り返しながら犯罪に及ぶ、従来の組織犯罪とは異なる形態の犯罪集団を「匿名・流動型犯罪グループ」（トクリュウ）と名付け、新たな脅威として徹底壊滅を目指している。

### 被害実態
被害者（連絡を受け、直接入金手続きを行った者）は2022年は女性が約7割、65歳以上が全体の約87%。被害者全体に占める65歳以上の割合の推移は、は2011年62.7%、2012年68.8%、2013年77.5%、2014年78.2%。
被害世帯の25分の14近くが、65歳以上の高齢者女性であり、その多くが家族構成が65歳以上だけの高齢者世帯であり、2004年以降は主婦の被害が急激に増えている。
被害が多い地域では加害者、被害者、被害金額とも関東（最も多いのが東京都）であり、東京、千葉県、神奈川県、埼玉県の1都3県で半数超、被害額の8割が首都圏で引き出されている。
一方、成りすまし詐欺の被害が少ない地域は大阪府で、その理由として「世話好きな性格から、困窮を装う電話にはことさら詳細な説明を求めようとする大阪人が多く、振り込め詐欺グループにとっては長電話になるうちに話の辻褄が合わなくなることを避けようとするため」とされる。ただし、金の払い戻しを受ける還付金詐欺には弱く、2013年には還付金詐欺の年間ワースト1位は大阪府になっている。
特殊詐欺の被害総額は2009年〜2014年は毎年増加しており、2014年には窃盗の被害総額の3倍以上となった。その後、2015年〜2021年は減少していたが、2022年は8年ぶりに増加した。認知件数の場合は、2021年以降増加傾向である。また特殊詐欺では、暴力団関係者が絡むケースも多い。
| 年   | 被害額（万円） | 被害額（万円） | 被害額（万円） | 被害額（万円） | 被害額（万円） | 被害額（万円） | 被害額（万円）               | 被害額（万円）                         | 被害額（万円）                     | 被害額（万円）             | 被害額（万円）             | 備考                                                                                |
| 年   | 総額           | 振り込め詐欺   | 振り込め詐欺   | 振り込め詐欺   | 振り込め詐欺   | 振り込め詐欺   | 振り込め詐欺以外の特殊詐欺   | 振り込め詐欺以外の特殊詐欺             | 振り込め詐欺以外の特殊詐欺         | 振り込め詐欺以外の特殊詐欺 | 振り込め詐欺以外の特殊詐欺 | 備考                                                                                |
| 年   | 総額           | なりすまし詐欺 | なりすまし詐欺 | 架空請求詐欺   | 融資保証金詐欺 | 還付金等詐欺   | 金融商品等取引名目の特殊詐欺 | ギャンブル必勝法情報提供名目の特殊詐欺 | 異性との交際あっせん名目の特殊詐欺 | キャッシュカード詐欺盗     | その他                     | 備考                                                                                |
| ---- | -------------- | -------------- | -------------- | -------------- | -------------- | -------------- | ---------------------------- | -------------------------------------- | ---------------------------------- | -------------------------- | -------------------------- | ----------------------------------------------------------------------------------- |
| 2004 | 283億7,866     | 191億2,873     | 191億2,873     | 54億533        | 38億4,460      | ---            | ---                          | ---                                    | ---                                | ---                        | ---                        | 初めて特殊詐欺の統計を開始。                                                        |
| 2005 | 251億5,187     | 128億6,201     | 128億6,201     | 56億592        | 66億8,393      | ---            | ---                          | ---                                    | ---                                | ---                        | ---                        |                                                                                     |
| 2006 | 254億9,330     | 146億7,626     | 146億7,626     | 48億8,611      | 54億1,604      | 5億1,489       | ---                          | ---                                    | ---                                | ---                        | ---                        |                                                                                     |
| 2007 | 251億4,242     | 145億3,290     | 145億3,290     | 37億6,576      | 38億5,704      | 29億8,671      | ---                          | ---                                    | ---                                | ---                        | ---                        |                                                                                     |
| 2008 | 275億9,439     | 155億1,928     | 155億1,928     | 35億8,712      | 37億4,794      | 47億4,004      | ---                          | ---                                    | ---                                | ---                        | ---                        |                                                                                     |
| 2009 | 95億7,912      | 52億266        | 52億266        | 31億8,230      | 9億4,976       | 2億4,440       | ---                          | ---                                    | ---                                | ---                        | ---                        |                                                                                     |
| 2010 | 112億4,728     | 79億1,827      | 79億1,827      | 17億5,207      | 3億4400        | 7,370          | 7億124                       | 3億4,224                               | 1億821                             | ---                        | 755                        |                                                                                     |
| 2011 | 204億431       | 107億503       | 107億503       | 10億3,816      | 7億2,185       | 2億5,397       | 69億4,474                    | 5億5,678                               | 1億4,427                           | ---                        | 3,952                      |                                                                                     |
| 2012 | 364億3,611     | 111億9,990     | 111億9,990     | 30億1,049      | 7億304         | 11億2,767      | 186億1,342                   | 11億7,950                              | 1億8,204                           | ---                        | 4億2,006                   | 財産犯の中で窃盗を上回った。                                                        |
| 2013 | 489億4,949     | 171億3,276     | 171億3,276     | 63億3,902      | 7億688         | 16億8,799      | 178億7,986                   | 31億3,966                              | 1億362                             | ---                        | 19億5,970                  |                                                                                     |
| 2014 | 565億5,069     | 174億9,028     | 174億9,028     | 175億8,141     | 9億1,494       | 19億9,165      | 125億464                     | 27億6,805                              | 3億2,031                           | ---                        | 29億7,941                  | 特殊詐欺は、窃盗や横領などを含めた財産犯被害のほぼ半分を占め、窃盗の3.2倍になった。 |
| 2015 | 481億9,798     | 175億905       | 175億905       | 187億5,296     | 5億6,388       | 25億4,599      | 67億3,324                    | 13億7,579                              | 1億5,924                           | ---                        | 5億5,78万                  |                                                                                     |
| 2016 | 407億6565      | 167億1,451     | 167億1,451     | 158億2612      | 7億255         | 42億6,023      | 24億7214                     | 4億6,347                               | 1億3,304                           | ---                        | 1億9,359                   |                                                                                     |
| 2017 | 394億7,487     | 207億9,379     | 207億9,379     | 127億6615      | 6億5,977       | 35億8,543      | 7億2,465                     | 4億5,144                               | 1億4,043                           | ---                        | 3億5,321                   |                                                                                     |
| 2018 | 382億8,676     | 188億9,060     | 188億9,060     | 138億3,978     | 6億2,057       | 22億5,112      | 2億6,515                     | 2億3,982                               | 1億2,133                           | 18億9,248万                | 1億6,591                   | 認知件数は前年比で9.4%減少、2014年からの5年間で23.2%増加                            |
| 2019 | 315億8,294     | 117億6,463     | 117億6,463     | 98億5,916      | 5億3,789       | 30億1,036      | 1億9,335                     | 2億6,852                               | 2,504                              | 59億903                    | 1,496                      |                                                                                     |
| 2020 | 285億2,336     | 67億9,241      | 58億1,941      | 79億7,554      | 3億9,338       | 24億9,151      | 4億1,626                     | 2億9,362                               | 6,721                              | 42億6,378                  | 1,024                      |                                                                                     |
| 2021 | 281億9,946     | 90億6,073      | 30億5,807      | 68億762        | 2億6,930       | 45億1,843      | 2億6,550                     | 2億1,096                               | 5,761                              | 39億4,850                  | 273                        |                                                                                     |
| 2022 | 370億8,135     | 129億3,360     | 28億8,962      | 101億7,780     | 2億2,381       | 53億6,762      | 4億4,409                     | 3億49                                  | 1,736                              | 46億8,625                  | 4,069                      |                                                                                     |
| 2023 | 452億5,644     | 133億4,813     | 38億4,636      | 140億3,860     | 2億4,085       | 51億3,151      | 51億8,878                    | 5,039                                  | 1,829                              | 29億8,170                  | 4億1,181                   |                                                                                     |
| 年   | 総額           | なりすまし詐欺 | なりすまし詐欺 | 架空請求詐欺   | 融資保証金詐欺 | 還付金等詐欺   | 金融商品等取引名目の特殊詐欺 | ギャンブル必勝法情報提供名目の特殊詐欺 | 異性との交際あっせん名目の特殊詐欺 | キャッシュカード詐欺盗     | その他                     | 備考                                                                                |
| 年   | 総額           | 振り込め詐欺   | 振り込め詐欺   | 振り込め詐欺   | 振り込め詐欺   | 振り込め詐欺   | 振り込め詐欺以外の特殊詐欺   | 振り込め詐欺以外の特殊詐欺             | 振り込め詐欺以外の特殊詐欺         | 振り込め詐欺以外の特殊詐欺 | 振り込め詐欺以外の特殊詐欺 | 備考                                                                                |
| 年   | 被害額（万円） |                |                |                |                |                |                              |                                        |                                    |                            |                            | 備考                                                                                |

- 被害額は、千円単位を四捨五入した被害額であるため、被害総額との合計が合わないことに留意する。
- 2020年より、なりすまし詐欺の中で、キャッシュカード、クレジットカード、預貯金通帳等をだまし取った（脅し取った）場合は預貯金詐欺として、従来なりすまし詐欺に包含されていた犯行形態を2020年1月から新たな手口として分類した。そのため、2020年以降のなりすまし詐欺の欄の左は預貯金詐欺以外のなりすまし詐欺、右は預貯金詐欺の被害金額を表している。
- その他の特殊詐欺とは、なりすまし詐欺、預貯金詐欺、架空請求詐欺、融資保証金詐欺、還付金等詐欺、金融商品等取引名目の特殊詐欺、ギャンブル必勝法情報提供名目の特殊詐欺及び異性との交際あっせん名目の特殊詐欺に該当しない特殊詐欺をいう。

| 年   | 総額     | 総額     | 総額   | 振り込め詐欺   | 振り込め詐欺   | 振り込め詐欺   | 振り込め詐欺   | 振り込め詐欺   | 振り込め詐欺   | 振り込め詐欺 | 振り込め詐欺 | 振り込め詐欺 | 振り込め詐欺   | 振り込め詐欺   | 振り込め詐欺   | 振り込め詐欺 | 振り込め詐欺 | 振り込め詐欺 | 振り込め詐欺以外の特殊詐欺    | 振り込め詐欺以外の特殊詐欺    | 振り込め詐欺以外の特殊詐欺    | 振り込め詐欺以外の特殊詐欺               | 振り込め詐欺以外の特殊詐欺               | 振り込め詐欺以外の特殊詐欺               | 振り込め詐欺以外の特殊詐欺           | 振り込め詐欺以外の特殊詐欺           | 振り込め詐欺以外の特殊詐欺           | 振り込め詐欺以外の特殊詐欺 | 振り込め詐欺以外の特殊詐欺 | 振り込め詐欺以外の特殊詐欺 | 振り込め詐欺以外の特殊詐欺 | 振り込め詐欺以外の特殊詐欺 | 振り込め詐欺以外の特殊詐欺 |
| 年   | 総額     | 総額     | 総額   | なりすまし詐欺 | なりすまし詐欺 | なりすまし詐欺 | なりすまし詐欺 | なりすまし詐欺 | なりすまし詐欺 | 架空請求詐欺 | 架空請求詐欺 | 架空請求詐欺 | 融資保証金詐欺 | 融資保証金詐欺 | 融資保証金詐欺 | 還付金等詐欺 | 還付金等詐欺 | 還付金等詐欺 | 金融商品等取引 名目の特殊詐欺 | 金融商品等取引 名目の特殊詐欺 | 金融商品等取引 名目の特殊詐欺 | ギャンブル 必勝法情報提供 名目の特殊詐欺 | ギャンブル 必勝法情報提供 名目の特殊詐欺 | ギャンブル 必勝法情報提供 名目の特殊詐欺 | 異性との 交際あっせん 名目の特殊詐欺 | 異性との 交際あっせん 名目の特殊詐欺 | 異性との 交際あっせん 名目の特殊詐欺 | キャッシュカード 詐欺盗    | キャッシュカード 詐欺盗    | キャッシュカード 詐欺盗    | その他                     | その他                     | その他                     |
| 年   | 認知件数 | 検挙件数 | 検挙率 | 認知件数       | 認知件数       | 検挙件数       | 検挙件数       | 検挙率         | 検挙率         | 認知件数     | 検挙件数     | 検挙率       | 認知件数       | 検挙件数       | 検挙率         | 認知件数     | 検挙件数     | 検挙率       | 認知件数                      | 検挙件数                      | 検挙率                        | 認知件数                                 | 検挙件数                                 | 検挙率                                   | 認知件数                             | 検挙件数                             | 検挙率                               | 認知件数                   | 検挙件数                   | 検挙率                     | 認知件数                   | 検挙件数                   | 検挙率                     |
| ---- | -------- | -------- | ------ | -------------- | -------------- | -------------- | -------------- | -------------- | -------------- | ------------ | ------------ | ------------ | -------------- | -------------- | -------------- | ------------ | ------------ | ------------ | ----------------------------- | ----------------------------- | ----------------------------- | ---------------------------------------- | ---------------------------------------- | ---------------------------------------- | ------------------------------------ | ------------------------------------ | ------------------------------------ | -------------------------- | -------------------------- | -------------------------- | -------------------------- | -------------------------- | -------------------------- |
| 2004 | 25,667   | 1,305    | 5.1    | 14,874         | 14,874         | 954            | 954            | 6.4            | 6.4            | 5,101        | 294          | 5.8          | 5,692          | 57             | 1.0            | ---          | ---          | ---          | ---                           | ---                           | ---                           | ---                                      | ---                                      | ---                                      | ---                                  | ---                                  | ---                                  | ---                        | ---                        | ---                        | ---                        | ---                        | ---                        |
| 2005 | 21,612   | 2,539    | 11.7   | 6,854          | 6,854          | 1,142          | 1,142          | 16.7           | 16.7           | 4,826        | 821          | 17.0         | 9,932          | 576            | 5.8            | ---          | ---          | ---          | ---                           | ---                           | ---                           | ---                                      | ---                                      | ---                                      | ---                                  | ---                                  | ---                                  | ---                        | ---                        | ---                        | ---                        | ---                        | ---                        |
| 2006 | 19,020   | 2,974    | 15.6   | 7,093          | 7,093          | 975            | 975            | 13.7           | 13.7           | 3,614        | 1,123        | 31.1         | 7,831          | 876            | 11.2           | 482          | 0            | 0.0          | ---                           | ---                           | ---                           | ---                                      | ---                                      | ---                                      | ---                                  | ---                                  | ---                                  | ---                        | ---                        | ---                        | ---                        | ---                        | ---                        |
| 2007 | 17,930   | 3,079    | 17.2   | 6,430          | 6,430          | 820            | 820            | 12.8           | 12.8           | 3,007        | 1,252        | 41.6         | 5,922          | 886            | 15.0           | 2,571        | 121          | 4.7          | ---                           | ---                           | ---                           | ---                                      | ---                                      | ---                                      | ---                                  | ---                                  | ---                                  | ---                        | ---                        | ---                        | ---                        | ---                        | ---                        |
| 2008 | 20,481   | 4,400    | 21.5   | 7,615          | 7,615          | 1,432          | 1,432          | 18.8           | 18.8           | 3,253        | 1,074        | 33.0         | 5,074          | 1,529          | 30.1           | 4,539        | 365          | 8.0          | ---                           | ---                           | ---                           | ---                                      | ---                                      | ---                                      | ---                                  | ---                                  | ---                                  | ---                        | ---                        | ---                        | ---                        | ---                        | ---                        |
| 2009 | 7,340    | 5,669    | 77.2   | 3,057          | 3,057          | 2,086          | 2,086          | 68.2           | 68.2           | 2,493        | 1,137        | 45.6         | 1,491          | 2,026          | 135.9          | 299          | 420          | 140.5        | ---                           | ---                           | ---                           | ---                                      | ---                                      | ---                                      | ---                                  | ---                                  | ---                                  | ---                        | ---                        | ---                        | ---                        | ---                        | ---                        |
| 2010 | 6,888    | 5,189    | 75.3   | 4,418          | 4,418          | 1,742          | 1,742          | 39.4           | 39.4           | 1,774        | 1,607        | 90.6         | 362            | 1,600          | 442.0          | 83           | 240          | 289.2        | 112                           | ---                           | ---                           | 115                                      | ---                                      | ---                                      | 17                                   | -                                    | ---                                  | ---                        | ---                        | ---                        | 7                          | ---                        | ---                        |
| 2011 | 7,216    | 2,556    | 35.4   | 4,656          | 4,656          | 1,668          | 1,668          | 35.8           | 35.8           | 756          | 706          | 93.4         | 525            | 43             | 8.2            | 296          | 2            | 0.7          | 773                           | 73                            | 9.4                           | 172                                      | 63                                       | 36.6                                     | 25                                   | 1                                    | 4.0                                  | ---                        | ---                        | ---                        | 13                         | 0                          | 0.0                        |
| 2012 | 8,693    | 2,990    | 34.4   | 3,634          | 3,634          | 1,802          | 1,802          | 49.6           | 49.6           | 1,177        | 370          | 31.4         | 404            | 25             | 6.2            | 1,133        | 116          | 10.2         | 1,986                         | 647                           | 32.6                          | 261                                      | 14                                       | 5.4                                      | 43                                   | 9                                    | 20.9                                 | ---                        | ---                        | ---                        | 55                         | 7                          | 12.7                       |
| 2013 | 11,998   | 3,419    | 28.5   | 5,396          | 5,396          | 1,749          | 1,749          | 32.4           | 32.4           | 1,522        | 354          | 23.3         | 469            | 270            | 57.6           | 1,817        | 146          | 8.0          | 1,875                         | 797                           | 42.5                          | 587                                      | 27                                       | 4.6                                      | 53                                   | 21                                   | 39.6                                 | ---                        | ---                        | ---                        | 279                        | 55                         | 19.7                       |
| 2014 | 13,392   | 3,252    | 24.3   | 5,557          | 5,557          | 1,793          | 1,793          | 32.3           | 32.3           | 3,180        | 293          | 9.2          | 591            | 71             | 12.0           | 1,928        | 194          | 10.1         | 1,228                         | 741                           | 60.3                          | 467                                      | 64                                       | 13.7                                     | 53                                   | 4                                    | 7.5                                  | ---                        | ---                        | ---                        | 388                        | 92                         | 23.7                       |
| 2015 | 13,824   | 4,112    | 29.7   | 5,828          | 5,828          | 1,958          | 1,958          | 33.6           | 33.6           | 4,097        | 1,119        | 27.3         | 440            | 65             | 14.8           | 2,376        | 413          | 17.4         | 663                           | 429                           | 64.7                          | 271                                      | 71                                       | 26.2                                     | 47                                   | 13                                   | 27.7                                 | ---                        | ---                        | ---                        | 102                        | 44                         | 43.1                       |
| 2016 | 14,154   | 4,471    | 31.6   | 5,753          | 5,753          | 1,974          | 1,974          | 34.3           | 34.3           | 3,742        | 1,149        | 30.7         | 428            | 56             | 13.1           | 3,682        | 735          | 20.0         | 346                           | 411                           | 118.8                         | 117                                      | 49                                       | 41.9                                     | 26                                   | 1                                    | 3.8                                  | ---                        | ---                        | ---                        | 60                         | 96                         | 160.0                      |
| 2017 | 18,212   | 4,644    | 25.5   | 8,496          | 8,496          | 2,716          | 2,716          | 32.0           | 32.0           | 5,753        | 1,034        | 18.0         | 548            | 123            | 22.4           | 3,129        | 488          | 15.6         | 104                           | 188                           | 180.8                         | 113                                      | 44                                       | 38.9                                     | 21                                   | 22                                   | 104.8                                | ---                        | ---                        | ---                        | 48                         | 29                         | 60.4                       |
| 2018 | 17,844   | 5,550    | 31.1   | 9,145          | 9,145          | 3,401          | 3,401          | 37.2           | 37.2           | 4,844        | 1,271        | 26.2         | 421            | 167            | 39.7           | 1,904        | 187          | 9.8          | 46                            | 40                            | 87.0                          | 65                                       | 28                                       | 43.1                                     | 44                                   | 45                                   | 102.3                                | 1,348                      | 391                        | 29.0                       | 27                         | 20                         | 74.1                       |
| 2019 | 16,851   | 6,817    | 40.5   | 6,725          | 6,725          | 3,274          | 3,274          | 48.7           | 48.7           | 3,533        | 1,381        | 39.1         | 348            | 91             | 26.1           | 2,358        | 376          | 15.9         | 27                            | 30                            | 111.1                         | 48                                       | 14                                       | 29.2                                     | 8                                    | 1                                    | 12.5                                 | 3777                       | 1,617                      | 42.8                       | 10                         | 33                         | 330.0                      |
| 2020 | 13,550   | 7,424    | 54.8   | 2,272          | 4,135          | 1,890          | 1,715          | 83.2           | 41.5           | 2,010        | 490          | 24.4         | 295            | 198            | 67.1           | 1,804        | 450          | 24.9         | 58                            | 37                            | 63.8                          | 98                                       | 35                                       | 35.7                                     | 22                                   | 14                                   | 63.6                                 | 2,850                      | 2,591                      | 90.9                       | 6                          | 4                          | 66.7                       |
| 2021 | 14,498   | 6,600    | 45.5   | 3,085          | 2,431          | 1,460          | 2,128          | 47.3           | 87.5           | 2,117        | 251          | 11.9         | 156            | 30             | 19.2           | 4,004        | 747          | 18.7         | 30                            | 10                            | 33.3                          | 62                                       | 5                                        | 8.1                                      | 7                                    | 2                                    | 28.6                                 | 2,602                      | 1,961                      | 75.4                       | 4                          | 6                          | 150                        |
| 2022 | 17,570   | 6,640    | 37.8   | 4,287          | 2,363          | 1,771          | 1,425          | 41.3           | 60.3           | 2,992        | 177          | 6.1          | 142            | 37             | 26.1           | 4,679        | 1,061        | 22.7         | 31                            | 7                             | 22.6                          | 50                                       | 29                                       | 58.0                                     | 8                                    | 0                                    | 0                                    | 3,074                      | 2,133                      | 69.4                       | 14                         | 0                          | 0                          |
| 2023 | 19,038   | 7,212    | 37.9   | 3,955          | 2,754          | 2,126          | 1,724          | 53.8           | 62.6           | 5,198        | 334          | 6.4          | 188            | 23             | 12.2           | 4,185        | 1,057        | 25.3         | 411                           | 23                            | 5.6                           | 19                                       | 1                                        | 5.3                                      | 9                                    | 5                                    | 55.6                                 | 2,217                      | 1,916                      | 86.4                       | 102                        | 3                          | 2.9                        |
| 年   | 認知件数 | 検挙件数 | 検挙率 | 認知件数       | 認知件数       | 検挙件数       | 検挙件数       | 検挙率         | 検挙率         | 認知件数     | 検挙件数     | 検挙率       | 認知件数       | 検挙件数       | 検挙率         | 認知件数     | 検挙件数     | 検挙率       | 認知件数                      | 検挙件数                      | 検挙率                        | 認知件数                                 | 検挙件数                                 | 検挙率                                   | 認知件数                             | 検挙件数                             | 検挙率                               | 認知件数                   | 検挙件数                   | 検挙率                     | 認知件数                   | 検挙件数                   | 検挙率                     |
| 年   | 総額     | 総額     | 総額   | なりすまし詐欺 | なりすまし詐欺 | なりすまし詐欺 | なりすまし詐欺 | なりすまし詐欺 | なりすまし詐欺 | 架空請求詐欺 | 架空請求詐欺 | 架空請求詐欺 | 融資保証金詐欺 | 融資保証金詐欺 | 融資保証金詐欺 | 還付金等詐欺 | 還付金等詐欺 | 還付金等詐欺 | 金融商品等取引 名目の特殊詐欺 | 金融商品等取引 名目の特殊詐欺 | 金融商品等取引 名目の特殊詐欺 | ギャンブル 必勝法情報提供 名目の特殊詐欺 | ギャンブル 必勝法情報提供 名目の特殊詐欺 | ギャンブル 必勝法情報提供 名目の特殊詐欺 | 異性との 交際あっせん 名目の特殊詐欺 | 異性との 交際あっせん 名目の特殊詐欺 | 異性との 交際あっせん 名目の特殊詐欺 | キャッシュカード 詐欺盗    | キャッシュカード 詐欺盗    | キャッシュカード 詐欺盗    | その他                     | その他                     | その他                     |
| 年   | 総額     | 総額     | 総額   | 振り込め詐欺   | 振り込め詐欺   | 振り込め詐欺   | 振り込め詐欺   | 振り込め詐欺   | 振り込め詐欺   | 振り込め詐欺 | 振り込め詐欺 | 振り込め詐欺 | 振り込め詐欺   | 振り込め詐欺   | 振り込め詐欺   | 振り込め詐欺 | 振り込め詐欺 | 振り込め詐欺 | 振り込め詐欺以外の特殊詐欺    | 振り込め詐欺以外の特殊詐欺    | 振り込め詐欺以外の特殊詐欺    | 振り込め詐欺以外の特殊詐欺               | 振り込め詐欺以外の特殊詐欺               | 振り込め詐欺以外の特殊詐欺               | 振り込め詐欺以外の特殊詐欺           | 振り込め詐欺以外の特殊詐欺           | 振り込め詐欺以外の特殊詐欺           | 振り込め詐欺以外の特殊詐欺 | 振り込め詐欺以外の特殊詐欺 | 振り込め詐欺以外の特殊詐欺 | 振り込め詐欺以外の特殊詐欺 | 振り込め詐欺以外の特殊詐欺 | 振り込め詐欺以外の特殊詐欺 |

- 2020年より、なりすまし詐欺の中で、キャッシュカード、クレジットカード、預貯金通帳等をだまし取った（脅し取った）場合は預貯金詐欺として、従来なりすまし詐欺に包含されていた犯行形態を2020年1月から新たな手口として分類した。そのため、2020年以降のなりすまし詐欺の欄の左は預貯金詐欺以外のなりすまし詐欺、右は預貯金詐欺の認知件数・検挙件数・検挙率を表している。
- その他の特殊詐欺とは、なりすまし詐欺、預貯金詐欺、架空請求詐欺、融資保証金詐欺、還付金等詐欺、金融商品等取引名目の特殊詐欺、ギャンブル必勝法情報提供名目の特殊詐欺及び異性との交際あっせん名目の特殊詐欺に該当しない特殊詐欺をいう。

### 対策
警視庁は2004年度、全国に先駆けて副総監を本部長とする対策本部を設置。その後、各道府県警本部もこれに倣い対策本部を設置し専門の捜査班、技術班を編成し公式ウェブサイト上でも広く市民へ対策を呼びかけている。
後述する電話の録音（常時留守電に設定、通話録音装置の接続など）や不審な電話番号からの電話は出ないなどが有効である。

#### 金融機関
振り込め詐欺の容疑者相手に対し、販売目的で作った他人名義の口座（架空口座）の作成や取引を禁じる本人確認法、犯罪収益移転防止法やプリペイド式携帯電話販売時の身元確認を厳しくしたり譲渡を禁ずる携帯電話不正利用防止法が制定された。
振り込んでから詐欺と気付いて口座の利用停止を求めた場合、従来は「口座名義人に不便を強いる訳にはいかない」として金融機関が口座利用停止処置を拒み、振り込んだ金が下ろされていくことに全く対処できなかったが、次第に口座利用停止や強制解約の要請に応じるようになり、残った預金からわずかながらの返還を受けられる例も増えている。
口座からの引き出しや振り込みについては、一度にキャッシュカードで現金を引き出せる金額や振り込み金額の上限を設定し、ATMでの多額の振込や現金の引き出しができないようにしたり、金融機関の窓口で本人確認などの手続きの中で、騙されて振り込む（引き出す）ことがないような助言を取り組もうとしている。多額の引き出しの場合、自己宛小切手（預金小切手）の振出しによる方法を勧める場合がある。
2007年12月14日に振り込め詐欺等の犯人の口座を凍結して、被害金を被害者に返還する法律として、振り込め詐欺救済法が成立した。同法により、捜査機関等からの情報に基づいて詐欺等の犯罪に利用された疑いが認められた預金口座については取引停止の措置が取られるほか（同法3条）、預金保険機構のウェブサイトにて当該口座の情報の公告され、最終的には預金債権の消滅（同法3章）や被害者に対する分配金の支払（同法4章）が可能となった。
日本郵便は詐欺において「現金書留でない郵便」（ゆうパック、ゆうメールなど）で現金を送らせる違法な手法について、通信の秘密の侵害を禁じる規定から中身の確認を控えていたが、この手法による詐欺が急増している問題に鑑み、過去に詐欺に使われた住所と照合し、X線検査で現金の封入が確認されれば警察に通報する対策を2014年7月から取ることを発表した。
一方で、銀行の過剰な対策が一般人の批判を受ける場合がある。
みずほ銀行では、「金融犯罪対策部」で口座の入出金の不自然な動きを監視し、場合により警察へ情報提供し、口座の凍結や解約などの措置を行っている。

#### 自治体
2013年3月に東京都では電話会話自動的録音器を、被害に遭いやすい高齢者を中心に1人5千世帯に無料で貸し出す取り組みが行われている。大阪府では被害防止に向けた条例が2025年8月1日から施行、65歳以上の高齢者がATM前で携帯電話を使用することを禁止するとともに、ATMを設置する金融機関等の事業者には被害防止措置が義務付けられる。

#### 名簿業者
詐欺に使われる名簿業者（名簿屋）への捜査も行われており、名簿業者が詐欺用の名簿を詐欺グループに売却した詐欺幇助罪で2016年2月に全国で初めて逮捕されている。

#### 回線封じ
また、犯人グループが使用する電話番号に連続して架電し、回線を占有することでその番号を使えないようにする「自動架電システム」の運用を開始している都道府県警も存在し、兵庫県警で初めて導入されている。これは被害者からの届け出や相談を受けた際に入手した犯人グループの電話番号について犯行に使われたものと確認でき次第、警察への出頭を呼びかける音声が流れる警告電話を連続して架け続け、犯人側が着信拒否などの設定をした場合に備え、複数の回線を使うことで、振り込め詐欺の犯行を断念させるものである。なお、振り込め詐欺が刑法上保護に値する業務ではないため、振り込め詐欺に対する自動架電システムについて業務妨害罪は成立しないとされている。

#### 通信傍受
2016年5月に詐欺の通信傍受を可能とする通信傍受法改正案が国会で成立し、12月1日施行された。

#### だまされたふり作戦
また、詐欺に気づいた人の通報により警察官（刑事など）が受け渡し場所に張り込み、現金の授受が行われた瞬間に受け子を現行犯逮捕する手法である「だまされたふり作戦」が2009年に神奈川県警が始め、全国に広がって効果をあげている。
「だまされたふり作戦」について受け子に詐欺未遂罪を問えるかが争われた裁判では、下級審では判断が分かれていたが、2017年12月11日に最高裁は「詐欺未遂罪が成立する」と判断した。
この作戦は不審な電話、詐欺に気付いた人が警察に通報することで初めてできる作戦である。この作戦を逆手に取った前述の偽騙されたフリ作戦も存在しており、こちらは通常の振り込め詐欺の電話をかけた後に警察を名乗る電話をかけて「その電話は詐欺です。犯人と思われる人物にお金を渡してください。我々、警察は見張っていますから安心してください。犯人があなたのお金を取ったと確認したら必ず逮捕します」などと言った嘘の電話をかけるといったものである。

#### 実行役を募るSNSの投稿に対する警察による返信
SNS上で「闇バイト」などと称して特殊詐欺の実行役を募集する投稿をきっかけに詐欺行為に加担するケースが多いことから、愛知県警が2019年8月より、Twitterの公式アカウントで警告を返信する初の取り組みを始め、他の県警にも波及している。

### 防犯
手口の多くは電話の着信が端緒となることから、警察や自治体が、電話でお金（現金、キャッシュカード、クレジットカード、暗証番号、還付金、ATM、電子マネーなど）に関する話が出たら、詐欺であることを疑うようアナウンスしている。
対策として以下が挙げられている。

#### 電話
特殊詐欺でも件数の多いオレオレ詐欺や還付金詐欺、預貯金詐欺、キャッシュカード詐欺盗が電話の着信をきっかけに始まることから、下記のような対策が呼びかけられている。
- 家族と前もって「電話での呼び掛け方」や合言葉を決めておく。「電話で『お金を貸して』などと頼んだりしない」と決めておく。合言葉は「家族や身近な親戚しか知らない事実」「慌てていても簡単に思い出せること」「絶対に忘れない言葉」「学校名簿、会員名簿などに公開していない事実」が望ましい。（例：旅行の思い出、好物、嫌いな食べ物）
- 離れて暮らしている家族と普段から連絡頻度を高めておく。本人の携帯電話番号や勤務先の電話番号、友人の連絡先などを把握しておき、いつでも確実に連絡が取れるようにしておく。
- 次のような電話は、一度切って、番号案内「104番」や電話帳（タウンページ）で電話番号を確認したうえでかけ直すか、家族や警察（管轄警察署の代表番号、警察相談窓口の「#9110番」、場合によっては緊急通報の「110番」）または消費者ホットライン「188番」、消費生活センター、取引銀行や契約先クレジットカード会社のカスタマーセンターに相談する。
  - 親族からの「携帯電話の番号が変わった」、「携帯電話を無くした」、「（友達、同僚、上司、知人、会社の携帯電話または固定電話など）別の電話を使っている」という電話
→本人の携帯番号に掛け直して確認、あるいは警察に相談・通報
  - 警察（警視庁など都道府県警察本部や警察署）、検察（検事）、裁判所、税務署、年金事務所、市区町村役場など公的機関を名乗る電話
→先方の名前や所属などを聞き、公的機関の代表番号、警察署や#9110番に事実を確認
  - 金融機関、百貨店、量販店などの大手小売業からのキャッシュカードやクレジットカードなどの不正利用などの電話
→金融機関や小売業、クレジットカード会社のカスタマーセンター、警察署や#9110番に事実を確認

以下の対策は多機能電話でないと不可能（未だに黒電話を使っている高齢者がいる）。
- （特に高齢者は）常に留守番電話にセットし、電話がかかってきても電話に出ずに留守番電話で受け、相手に録音されている留守番電話で話をさせ、合言葉で確認できたら電話を取る。別の効果として、犯人が声を録音されることを嫌がるので、留守番設定とわかるとすぐに電話を切ってしまう効果がある[84][85]。似たものとして、回線と電話機の間に接続し、着信時に電話機の呼び出し音を鳴らさずに警告の音声が流れ、通話を録音する自動通話録音装置もあり、自治体によっては高齢者世帯に貸し出しているところがある[86]。
- ナンバーディスプレイ機能を活用（要オプション契約）。
  - 例えば市区町村役場や警察からの電話で番号非通知や、海外（ナンバーディスプレイで表示される電話番号に「+」で始まる国番号がついている）、市外局番が市区町村役場の場所ではなかったり、警察署を名乗りながら加入者番号が「0110」ではなかったり、「050」で始まるIP電話を使ったりしている[87]。
  - 2023年5月より70歳以上の契約者や70歳以上の同居者がいる契約者の回線について、ナンバーディスプレイの工事費や使用料の無償化が発表された[88]。
- スマートフォンの場合は携帯電話会社から提供されている留守番電話サービスやオプションパックに加入し、知らない番号からの着信は留守番電話センターに着信転送をすることを推奨する。
- また、海外から不審な着信があった場合は、かけ直したり、電話に出ないことを推奨する。海外から固定電話に不審な着信がコレクトコールでかかってきた場合は、料金支払いを承諾すると通話料が発生するのでオペレーターに拒否を申し出ること。
  - 海外との電話の機会がない場合には、固定電話については「国際電話不取扱受付センター」（0120-210-364）に電話し（あるいは最寄りの警察署に相談）、国際電話の発着信を停止することで、海外からの不審な着信を防止できる[89]。携帯電話については契約先の携帯電話会社に確認のこと。
- 警察がLINEのビデオ通話で警察手帳や逮捕状などの画像を送信したり、事件についての事情聴取といった捜索活動はしていない。したがって、警察を名乗りLINEに誘導する電話は詐欺であるため、警察署や#9110番に連絡する[90]。

#### 金融口座
- ATMやインターネットバンキングの利用限度額を引き下げる。
  - 金融機関によっては、70歳以上の人の口座を対象に1日当たりの最大引き出し金額を20万 - 30万円に引き下げたところもある[91]。
- 警察官、検察官、銀行員、クレジットカード会社、警備員、駅員、裁判所・銀行協会職員、預金保険機構職員、大手百貨店、家電量販店、大手スーパーの従業員、地方自治体の職員、バス会社、タクシー会社の従業員、郵便局、保険会社、証券会社の職員、民生委員、女性相談員、弁護士が電話やメールなどで暗証番号やログインパスワード・合言葉、預金残高、資産状況、借金の有無、家族構成を聞き出すことは絶対ない。また、戸別訪問やATMコーナーで預金通帳やキャッシュカード、クレジットカード、現金、預金証書、保険証券、株券、印鑑、実印、印鑑証明書、払戻請求書、本人確認書類、委任状、マイナンバーカード、インターネットバンキングの契約カードを預かったり、調査することもない[83]。このようなことを聞き出す電話は詐欺だとみなし、相手の名前や住所、所属先、電話番号を名乗らせた上で、一旦電話を切る。その後、番号案内で電話番号を確認する。
- 警察官、検察官が戸別訪問、電話、電子メールで個人情報やマイナンバー（個人番号）を聞き出すことは絶対にない。
- 警察、鉄道会社の駅員が、示談の仲介や保釈金を要求することはない。

#### 代金引換ゆうパック・代金引換郵便
代金引換ゆうパックや代金引換郵便は受け取ると、郵便法の規定で郵便局からの返金には応じられないので即座に受け取らない事が重要である。
同居している家族あてに代金引換ゆうパックや代金引換郵便が届いた場合は、即座に受領せず、送り状に記されている差出人の住所・氏名（差出人が法人の場合は会社名）・電話番号と内容物・代引金額の表示を確認する。そして受取保留をする。1週間以内（ただし、冷蔵・冷凍便は3日以内）であれば再配達してもらえるので、その間に家族に確認する。全く心当たりのない物であれば受取拒否もできる。
同様に届いた代金引換ゆうパックや代金引換郵便が注文品であるか不明な場合も同様の方法で対処する。全く心当たりがない場合は受取拒否をする。
また、家族で相互に、通信販売・ネットオークション、フリマアプリ等で物品が届く事を伝えておく習慣をつけて、それ以外の心当たりのない代金引換ゆうパックや代金引換郵便は即座に受け取ったり、代金を支払わない様にする。

#### 架空請求メール
架空請求メールは無視する。
メールに返信（連絡）してしまった場合、相手に自分の電話やメールアドレスを知られた可能性が高い。知らない番号からの電話に出ないこと、請求メールを無視することを徹底する。メールアドレスを変更する。支払請求には絶対に応じない。消費生活センターに相談する。ただし、簡易裁判所から特別送達郵便で支払督促の通知書を受け取った場合には、2週間以内に異議申し立ての手続きを行う事。

### 実例
- 1人の人間が被った振り込め詐欺被害の過去最高総額は5億7,000万円。2016年の証券会社員、製薬会社員、金融庁職員を装った振り込め詐欺事件で、被害者は大阪府の会社経営者の80代女性[93]。現金を詐取した容疑者は同年9月に逮捕された[94]。手口は、証券会社社員を名乗る男から、代理で株式を購入し、女性の名義で製薬会社にお金を振り込んだと電話があった。数日後、その製薬会社の社員をかたる男が名義を他人に貸したことは犯罪と電話、さらに数日後、金融庁職員と称する男が名義貸しがわかれば財産を没収されるが、管財人に預ければ財産は保護されるというものであった[95]。
- 警察が振り込め詐欺グループの人間を一斉逮捕した際に最も人数が多かった例として、2015年6月16日に40人を一斉に逮捕した例がある[96]。
- 警察が一詐欺グループが犯した被害金額としては過去最高総額と見ているのは約370人から30億円以上の入金があった例である[97]。この詐欺グループは警察の捜査で2012年5月24日に28人を一斉に逮捕され、逃亡した詐欺グループの首謀者も2012年11月19日に逮捕された。
- 海外に拠点を置く集団もあり、2019年3月にはタイ中部パタヤを拠点としていた日本人グループが摘発された[98]。
- 2019年9月には、中国吉林省を拠点とした日本人と中国人混成の特殊詐欺グループ14人が逮捕された[98]。中国人を首謀者とするこのグループは50人規模とみられ、中国から日本へ詐欺電話をかけ、日本の出し子らがキャッシュカードや現金をだましとり、被害額は1億8,000万円に上る[98]。

## 日本国外の特殊詐欺

### アメリカ合衆国

#### 定義
アメリカ合衆国では連邦取引委員会（FTC）が「消費者詐欺」に関する統計をとっている。これにはインターネットを通じた不正売買、宝くじが当選したと偽って手数料を詐取する詐欺行為なども含まれ、日本でいう「特殊詐欺」よりも範囲が広いとされる。
連邦取引委員会の詐欺被害の統計から、子供や孫、政府機関や金融機関などになりすまして金を詐取するいわゆる「なりすまし詐欺」だけをみると、2021年の被害金額は約23.3億ドルで、詐欺の定義や人口規模に差異があるが、日本の特殊詐欺被害の約10倍に達している。連邦取引委員会が2017年に実施した特別調査によると、2017年の詐欺犯罪（不正販売等も含み日本の特殊詐欺よりも幅広い定義）の被害者は全消費者の9.7%に上る結果となった。
アメリカ合衆国では、高齢者を狙うケースだけでなく、「偽の慈善団体」をかたって振込みを要求する詐欺や、嘘の賞金当せんを知らせて手数料を振り込ませる詐欺なども発生している。アメリカでは、詐欺犯が高齢者の孫を装うことから、孫詐欺と呼ばれている。投資に誘う詐欺も多く、アメリカの65歳以上の高齢者の5人に1人が投資詐欺に遭っているとの調査もある。

#### 類型
アメリカ合衆国議会の高齢者特別委員会は2015年からホットラインを設けており、6年間（8402件）の報告を類型化したものによると、以下の順に発生件数が多くなっている。
1. 政府機関職員へのなりすまし詐欺
電話でIRS（アメリカ合衆国内国歳入庁）の職員を騙る手口が横行している[2]。
2. 宝くじ詐欺
電話や郵便で高額の宝くじに当選したが換金に手数料の払込みが必要と通知する手口のもの[2]。
3. ロボコール詐欺
専用機械による自動ダイヤル機能で大量の電話をかけ、特に反応した消費者に対して公的機関等を騙り詐欺行為を行う手口のもの[2]。
4. サポート詐欺
インターネット使用中に警告画面を表示してサポートと称して不正に料金等を詐取する手口のもの[2]。
5. オレオレ詐欺

アメリカの金融業規制機構（FINRA）がスタンフォード大学などと協力して行った、詐欺被害を当局に報告した1,408名を対象とする調査では、件数別ではサポート詐欺、納税詐欺、フィッシング詐欺、インターネット上の不正販売の順に多かった。また、金銭被害率ではインターネット上の不正販売（47%）、サポート詐欺（32%）、偽小切手詐欺（22%）、宝くじ詐欺（15%）、納税詐欺（3%）の順に多く、アメリカでは小切手を決済手段として利用する習慣が残っているため偽小切手詐欺が上位にある特徴がある。

### ロシア
ロシア連邦中央銀行の統計では、同国の特殊詐欺被害は2022年が141億6000万ルーブル、2023年が158億ルーブル、2024年は1-9月だけで179億ルーブルと増加傾向にある。他国同様の手口に加えて、2022年にウクライナへの侵攻を開始して以降は、ウクライナからの違法送金による訴追を避けるために必要と持ち掛けたり、軍需産業に投資すれば愛国行為になるうえ年利90％のリターンが得られると勧誘したりするケースもある。ディープフェイクなど人工知能（AI）技術も悪用されている。ロシア当局は、不審な口座への送金やIP電話からの着信を差し止めるといった対策をとっているほか、ロシア連邦大統領ウラジーミル・プーチンをはじめとしてウクライナ情報機関の仕業とする主張も展開している。

### 中国
中華人民共和国では、2008年の2か月間の間に2億8,000万円もの被害が出たと報告された。2009年6月には中華人民共和国公安部が、1年間の間に電話や電子メールを使った振り込め詐欺2万8,000件を摘発、容疑者7,000人の拘束を明らかにした。

### 韓国
韓国では「電話詐欺」もしくは「ボイスフィッシング」と呼ばれている。近年その手口が巧妙化しており、新型インフルエンザを装う振り込め詐欺が発生したとして韓国政府が国民に向け注意を促した。

### 東南アジア
2009年5月には、ブルネイ国王ハサナル・ボルキアが、インドネシアの選挙に絡んだ振り込め詐欺に遭い、200億ルピア（約2億円）をだまし取られた。

## 特殊犯罪に関する分析
金融業規制機構（FINRA）がスタンフォード大学などと協力して行った、詐欺被害を当局に報告した1,408名を対象とする調査では、孤独感や疎外感が強かったり、親しい人が周囲にいなかったりする人が被害を受けやすいとしている（必ずしも一人暮らしとは限らない）。この調査では過去二年間に離婚や失業など重大なネガティブ・イベントを経験した人の詐欺被害率が特に高いこともわかっている。また、第三者の介入によって、詐欺犯の指示で送金しようとしていた人の51%が思いとどまったと報告されており、送金時の介入は効果的な抑止方法としてアメリカでも重要視されている。

## 国際的詐欺事件
手紙やメールを使用した国際的詐欺の手口は通称「419事件（ナイジェリアの刑法第419号に抵触する詐欺犯罪）」とも呼ばれており、遺産相続を騙るもの、宝くじの当選を装うもの、マネーロンダリングや投資の協力を持ちかけるもの、結婚詐欺などがあり問題になっている。